# Alain Grée
 (juillet 2015).
Si vous disposez d'ouvrages ou d'articles de référence ou si vous connaissez des sites web de qualité traitant du thème abordé ici, merci de compléter l'article en donnant les références utiles à sa vérifiabilité et en les liant à la section « Notes et références ».
Alain Grée, né le 21 juillet 1936 à Eaubonne (Seine-et-Oise) et mort le 28 février 2025 à Gassin (Var), est un auteur et illustrateur français.

## Biographie
Après des études à l'école des arts appliqués de Paris et à l'École nationale supérieure des beaux-arts de Paris, Alain Grée devient un des auteurs-illustrateurs les plus marquants de l'édition de publications destinées aux enfants (Pomme d'Api, Le Journal de Mickey, Hachette Jeunesse, Casterman, Nathan…). Il est aussi concepteur et illustrateur d'une dizaine de jeux éducatifs chez Fernand Nathan, ainsi que de livres-disques de comptines et chansons enfantines édités chez Philips.
Depuis les années 1970, il vit et travaille principalement sur son voilier le Pitcairn III — à bord duquel il parcourt le monde accompagné de son épouse Monique, avec qui il a eu deux enfants — et fait ponctuellement des séjours dans sa maison de Saint-Cloud.
Alain Grée ne s'est pas limité à l'édition destinée à la jeunesse, puisqu'il est auteur de deux romans policiers (collection La Chouette), qu'il a publié une dizaine de livres de vulgarisation concernant la navigation (Gallimard), qu'il participe comme rédacteur permanent, depuis vingt ans, à la revue Voiles et Voiliers et qu'il a été producteur-auteur d'émissions de télévision pendant deux ans.
Musicien semi-professionnel, Alain Grée a financé ses études en jouant de la clarinette ou de la basse dans les caves du Quartier latin de Paris et, dans les années 1960, a joué du saxophone ténor dans une formation de jazz moderne.
Les livres d'Alain Grée sont souvent réalisés en collaboration avec son frère Gérard Grée ou son ami Luis Camps.
Le style d'Alain Grée, simple et graphique, expliquant le monde avec pédagogie et enthousiasme, a fortement marqué les années 1960-1970. S'il a ensuite lassé le public — et l'auteur lui-même —, il est aujourd'hui l'influence majeure d'illustrateurs tout à fait actuels comme Marc Boutavant, Anouk Ricard, Marion Billet, Fred Sochard, Aurélie Guillerey, Monsieur Z ou Colonel Moutarde. Alain Grée tire sans doute une part non négligeable de son inspiration de Raymond Peynet, qu'il rencontra pendant ses études.
Depuis le début des années 2000, les éditions Casterman rééditent une partie de ses ouvrages parascolaires. Des produits dérivés sont inspirés de ses dessins (affiches, goodies, tissus, stickers, trousses…).

## Quelques récompenses
- 1970 : « Mention » Prix Critique en herbe, Foire du livre de jeunesse de Bologne[2] (Italie) pour Séraphin, qu'il a coécrit avec Janine Ast, sur des illustrations de Philippe Fix.
- 1972 : « Mention » Premio Grafico Fiera di Bologna per l'Infanzia, Foire du livre de jeunesse de Bologne[3] (Italie) pour Séraphin, lecture interdite, sur des illustrations de Philippe Fix.

## Ouvrages

### Collection Cadet-Rama, aux éditionsCasterman
- En Route, 1963.
- La Ville, 1963.
- La Mer, 1963.
- Les Avions, 1964.
- Les Trains, 1964.
- La Ferme, 1965.
- Les Navires, 1965.
- Le Pétrole, 1965.
- La Forêt, 1965.
- La Montagne, 1966.
- La Rivière, 1966.
- La Télévision, 1967.
- Sous l’océan, 1967.
- Au Jardin, 1968.
- L'Automobile, 1969.
- L'Électricité, 1969.
- Petit Atlas, 1969.
- Les Oiseaux, 1970.
- Les Sports, 1971.
- Les Plantes, 1971.
- L'Espace, 1972.
- Les Insectes, 1974.
- L'Énergie, 1976.
- L'Eau, 1978.
- Le Métro, 1980.
- Les Rivages Marins, 1983.

Albums géants:
- La Nature (La Forêt, La Rivière, La  Mer, La Montagne),  1971.
- La Vitesse (L'Automobile, Les Trains, Les Navires, Les Avions),  1971.
- 1000 questions, 1000 réponses (en 2 volumes), 1976.

### Plaisir des Contes, aux éditions Casterman
- Moustique et le marchand de sable, texte de Paul Guth, 1958.
- Moustique et Barbe Bleue, texte de Paul Guth, 1960.
- Moustique dans la lune, texte de Paul Guth, 1963.

### SérieDidier,collection Farandole, éditions Casterman (en tant que narrateur)
- Didier sur le circuit miniature, illustrations de Philippe Salembier, 1966, dernière édition en 1974.
- Didier aux sports d’hiver, illustrations de Philippe Salembier, 1966, rééditions en 1969 et 1974.

### Les Albums roses
- Il y a un poussin jaune, 1966.
- Il y a un poisson rouge, 1967.
- Il y a une petite abeille, 1967.
- J'apprends à reconnaitre les fleurs, 1968.
- J'apprends à reconnaitre les autos, 1968.
- J'apprends à reconnaitre les couleurs, 1968.
- J'apprends à compter, 1968.
- J'apprends la géographie, 1968.
- J'apprends à voyager, 1968.
- J'apprends à reconnaitre les animaux, 1969.
- Je sais tout, 1969.
- Qu'est-ce qui fume ?, 1966.
- Qu'est-ce qui tourne ?, 1966.
- Qu'est-ce qui vole ?, 1967.
- Un navire m'a raconté, 1969.

### Collection L'Étoile d'oraux éditionsLes Deux Coqs d'or
- no 46  : Les Ratons laveurs cherchent un logis, illustrations: Onofrio Bramante, 239 p., 1966; réédition: 1969
- no 59  : Les Ratons laveurs et l'île au trésor, illustrations: Onofrio Bramante, 243 p., 1966; réédition: 1969
- no 77  : Les Ratons laveurs dans la Lune, illustrations: Jacques Galan, 240 p., 1967; réédition: 188 p., 1972
- no 86  : Les Ratons laveurs et l'épave engloutie, illustrations: Jacques Galan, 242 p., 1968
- no 100 : Le Rallye des benjamins, 1970
- no 104 : Les Ratons laveurs font le tour du monde, 1970

### Divers
- Mirabelle et les Avions, Gautier-Languereau-Paris, Les Albums Merveilleux, no 129, 1964.
- Moustachu et les bateaux, Gautier-Languereau, Les Albums merveilleux, no 114, 1963.
- Livre-jeux, éditions Éveil et Découvertes

### Marine
- Alain Grée 1, Navigation, le cap, la route, le point, Voiles Gallimard, Paris, 196 p.
- Alain Grée 2, Grande traversée et point astro, Voiles Gallimard, Paris, 176 p.
- Alain Grée 3, Mouillage, équipement et technique, Voiles Gallimard, Paris, 1981, 172 p.
- Alain Grée 4, Gros temps, tactique, manœuvres, Voiles Gallimard, Paris, 224 p.
- Alain Grée 5, Routes de Méditerranée, Voiles Gallimard, Paris, 164 p.

### Romans policiers
- Diamants pour solitaire La Chouette no 101, 1958
- Héroïne pour solitaire, La Chouette no 120, 1959